# Dittongo mobile
In linguistica, il dittongo mobile è un fenomeno, presente in alcune lingue neolatine, che consiste nella regressione dei dittonghi originati inizialmente da dittongazione romanza a semplici monottonghi dovuto allo spostamento dell'accento a causa di coniugazione, alterazione e derivazione.

## Dittongo mobile nell'italiano
In italiano, l'alternanza coinvolge i seguenti dittonghi e monottonghi:
| Origine latina | Sede tonica | sede atona | esempio                                        |
| -------------- | ----------- | ---------- | ---------------------------------------------- |
| -ĕ - o -ae -   | -iè- (/jɛ/) | -e- (/e/)  | pĕdis > piède - pedàna; laetus lieto - letizia |
| -ŏ -           | -uò- (/wɔ/) | -o- (/o/)  | sŏla >suòla - solétta)                         |

È possibile soltanto in sillaba aperta, ovvero terminante per vocale, mentre in sillaba chiusa, terminante per consonante, è possibile soltanto la monottongazione; ciò è apprezzabile soprattutto nelle coniugazioni di alcuni verbi irregolari come ad esempio muòvere, dal latino mŏvēre, dove nell'indicativo presente muò-vo (sillaba rizotonica aperta) il dittongo è presente, nel passato remoto mòs-si (sillaba rizotonica chiusa) è assente.
Si tratta comunque di una "regola" già soggetta a numerose oscillazioni fin dai principi della lingua italiana, per cui si sono nel tempo attestate diverse "infrazioni" (dittonghi in sede atona: presiedèndo; vocali semplici in sede tonica: négo vs. diniègo), sia forme tra loro concorrenti (muovèndo vs movèndo) dove quella conforme al dittongo mobile ha talvolta assunto, a seconda dei casi, un sapore dal tono letterario o addirittura pedantesco.